# 权希军
权希军（1926年8月—2023年9月15日），笔名墨海，男，汉族，山东烟台人，中国书法家，曾任中国书法家协会副秘书长、顾问。